# 在日セネガル人
在日セネガル人（ざいにちセネガルじん）は、日本に一定期間在住するセネガル国籍の人々である。

## 統計
日本の法務省の在留外国人統計によると、2023年12月末時点で在日セネガル人は1,025人である。
在留資格別（4位まで）
| 順位 | 在留資格                 | 人数 |
| ---- | ------------------------ | ---- |
| 1    | 日本人の配偶者等         | 211  |
| 2    | 特定活動                 | 203  |
| 3    | 永住者                   | 203  |
| 4    | 技術・人文知識・国際業務 | 104  |

都道府県別（3位まで）
| 順位 | 都道府県 | 人数 |
| ---- | -------- | ---- |
| 1    | 埼玉     | 232  |
| 2    | 神奈川   | 197  |
| 3    | 東京     | 196  |

## 著名人
- マンスール・ジャーニュ